# Boston Red Sox
Boston Red Sox är en professionell basebollklubb i Boston i Massachusetts i USA som spelar i American League, en av de två ligorna i Major League Baseball (MLB). Klubbens hemmaarena är Fenway Park.
Red Sox är en av de mest framgångsrika klubbarna i American Leagues historia och har vunnit ligan 14 gånger och World Series nio gånger. Fem av World Series-titlarna kom under klubbens första 18 år, men därefter dröjde det 86 år till nästa. Denna långa mästerskapstorka kallades "The Curse of the Bambino" eftersom den inleddes när Babe Ruth, kallad The Bambino, såldes till New York Yankees efter 1919 års säsong. Under större delen av sin existens har Red Sox därefter levt i skuggan av ärkerivalen Yankees.

## Historia
Klubben grundades 1901 under namnet Boston Americans och var då en av de åtta ursprungliga klubbarna som var med det första året som American League blev en major league. I början var klubben en av de bästa, man besegrade till exempel Pittsburgh Pirates i den allra första World Series 1903. Därefter vann klubben World Series ytterligare fyra gånger fram till och med 1918, men sedan dröjde det till 2004 innan klubben vann sin sjätte World Series. Från och med 2003 till och med 2018 har Red Sox spelat i sex American League Championship Series (ALCS; finalen i American League), vunnit fyra World Series och har kommit att bli en av de mest framgångsrika MLB-klubbarna under de senaste decennierna.

Logotypen som användes på dräkten 1908.

Smeknamnet Red Sox, valt av ägaren John I. Taylor efter säsongen 1907, syftar på de röda strumporna som började användas 1908. Förkortningen Sox i stället för Stockings var det dock i själva verket journalister som kom på när de inte fick plats att skriva till exempel "Stockings Win!" i en rubrik. I den spansktalande delen av världen kallas klubben ibland Medias Rojas (röda strumporna).
Smeknamnet användes först av Cincinnati Red Stockings, som 1867–1870 spelade i National Association of Base Ball Players. Den klubben antog en dräkt med vita byxor och röda strumpor, och fick det numera välkända smeknamnet, ett till två år innan klubben blev professionell 1869. När klubben lades ned efter säsongen 1870, fick tränaren ett nytt jobb – att organisera en ny klubb i Boston. Han tog tre spelare och smeknamnet Red Stockings med sig. Boston Red Stockings vann den nya ligan National Association, den första proffsligan i baseboll, fyra av de fem säsonger som ligan fanns. Denna klubb och en ny Cincinnati-klubb var sedan med när National League bildades 1876. Många använde då smeknamnet Red Stockings för Cincinnati-klubben och Red Caps för Boston-klubben. Andra smeknamn användes innan Boston-klubben officiellt antog smeknamnet Braves 1912. Den klubben finns nu i Atlanta som Atlanta Braves.
När American League utropade sig själv till en major league 1901 etablerades en klubb i Boston, dagens Boston Red Sox. Under de första sju säsongerna hade klubben dock mörkblå strumpor och inget officiellt smeknamn. De kallades ofta Americans eftersom de spelade i American League och för att skilja dem från Boston-klubben i National League, men ibland kallades de helt enkelt Bostons eller Bostonians. På deras tröjor under de här säsongerna stod det bara "Boston", med undantag för 1902 när det stod "B" och "A", vilket stod för "Boston" och "American". Journalister använde även andra smeknamn för klubben, till exempel Somersets (efter ägaren Charles Somers), Plymouth Rocks, Beaneaters och Collinsites (efter tränaren Jimmy Collins).
Boston-klubben i National League, som vid det här laget inte längre kallades Red Stockings, hade fortfarande röda inslag i dräkten. 1907 bytte de dock till en helvit dräkt, och American League-klubben passade på och kungjorde den 18 december samma år att rött var deras nya officiella klubbfärg. De nya dräkterna 1908 hade en logotyp bestående av en stor röd strumpa över bröstet. Sedan dess har klubbens namn varit Boston Red Sox.
Många källor anger klubbens smeknamn 1901–1907 som Pilgrims, men efterforskningar har visat att det smeknamnet användes sällan eller aldrig, förutom 1907 då det tycks ha använts flitigt.

## Hemmaarena
Hemmaarena är Fenway Park, invigd 1912 och därmed den äldsta arenan i bruk i MLB. Arenan är mest känd för The Green Monster, en drygt elva meter (37 fot) hög vägg som begränsar spelplanen i left field. Från och med den 15 maj 2003 till och med den 9 april 2013 var arenan fullsatt varje match, och med 794 raka utsålda matcher i grundserien (820 om man räknar in slutspelet) sattes ett nytt rekord för amerikansk proffsidrott. Det tidigare rekordet i MLB innehades av Cleveland Indians med 455 utsålda grundseriematcher i rad och det tidigare rekordet i amerikansk proffsidrott innehades av basketklubben Portland Trail Blazers med 744 stycken.
1901–1911 spelade klubben på Huntington Avenue Grounds.

## Spelartrupp

### Aktiva
| Nr | Land                    | Pos | Namn              |
| -- | ----------------------- | --- | ----------------- |
| 18 | Japan                   | P   | Hirokazu Sawamura |
| 31 | Dominikanska republiken | P   | Jeurys Familia    |
| 32 | USA                     | P   | Matt Barnes       |
| 37 | Kanada                  | P   | Nick Pivetta      |
| 44 | USA                     | P   | Rich Hill         |
| 46 | USA                     | P   | John Schreiber    |
| 50 | USA                     | P   | Kutter Crawford   |
| 52 | USA                     | P   | Michael Wacha     |
| 55 | USA                     | P   | Matt Strahm       |
| 56 | USA                     | P   | Austin Davis      |
| 66 | Dominikanska republiken | P   | Brayan Bello      |
| 70 | USA                     | P   | Ryan Brasier      |
| 72 | USA                     | P   | Garrett Whitlock  |

| Nr | Land                    | Pos | Namn              |
| -- | ----------------------- | --- | ----------------- |
| 3  | USA                     | C   | Reese McGuire     |
| 25 | USA                     | C   | Kevin Plawecki    |
| 2  | Nederländerna           | INF | Xander Bogaerts   |
| 11 | Dominikanska republiken | INF | Rafael Devers     |
| 29 | USA                     | INF | Bobby Dalbec      |
| 5  | Puerto Rico             | OF  | Enrique Hernández |
| 16 | Dominikanska republiken | OF  | Franchy Cordero   |
| 22 | USA                     | OF  | Tommy Pham        |
| 30 | USA                     | OF  | Rob Refsnyder     |
| 39 | USA                     | OF  | Christian Arroyo  |
| 40 | USA                     | OF  | Jarren Duran      |
| 99 | Mexiko                  | OF  | Alex Verdugo      |
| 28 | USA                     | DH  | J.D. Martinez     |

### Skadade
| Nr | Land | Pos | Namn           |
| -- | ---- | --- | -------------- |
| 17 | USA  | P   | Nathan Eovaldi |
| 38 | USA  | P   | Josh Taylor    |
| 41 | USA  | P   | Chris Sale     |
| 60 | USA  | P   | Tyler Danish   |

| Nr | Land   | Pos | Namn         |
| -- | ------ | --- | ------------ |
| 65 | Kanada | P   | James Paxton |
| 89 | USA    | P   | Tanner Houck |
| 10 | USA    | INF | Trevor Story |
| 35 | USA    | INF | Eric Hosmer  |

## Fotogalleri

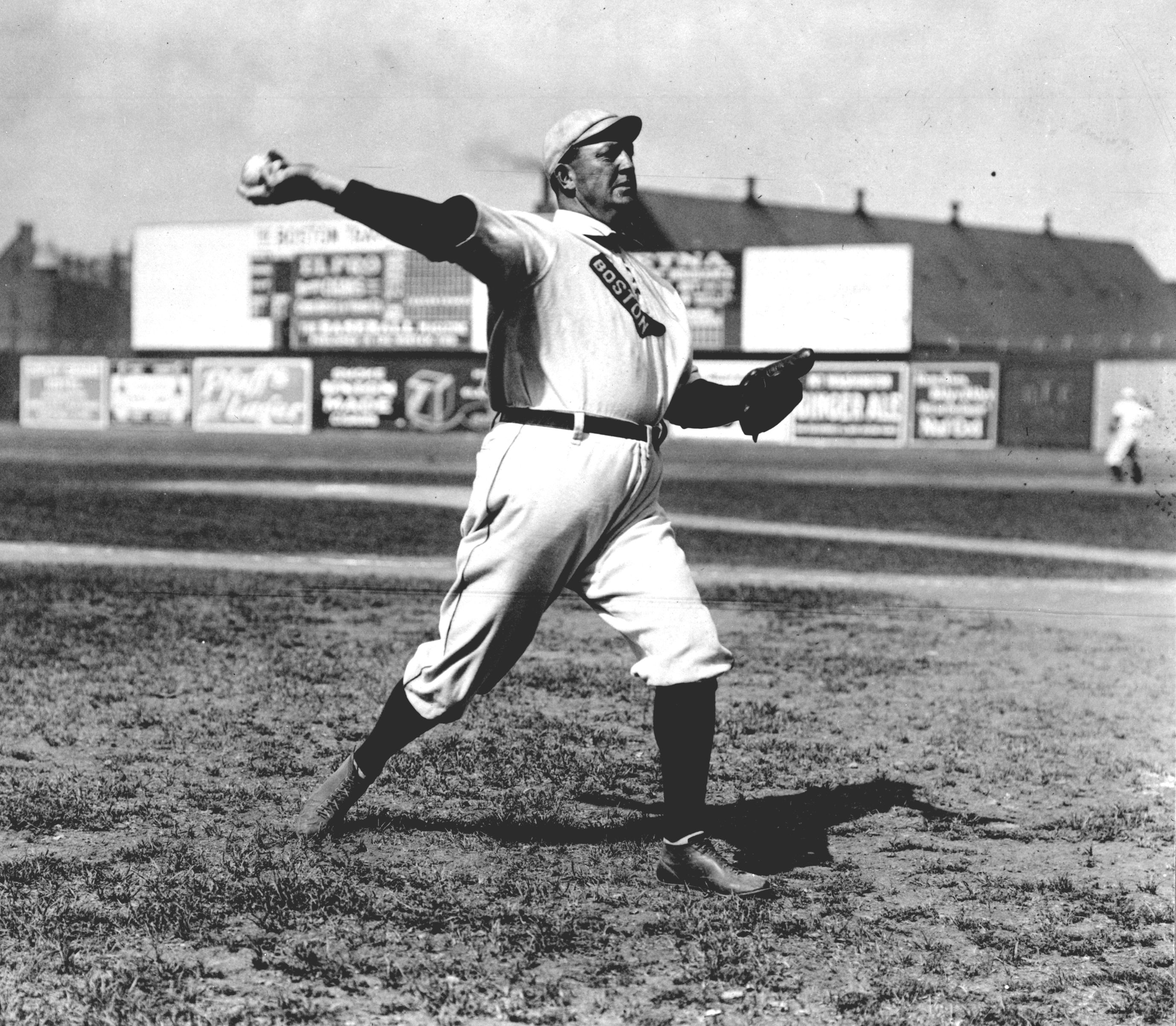
Cy Young.
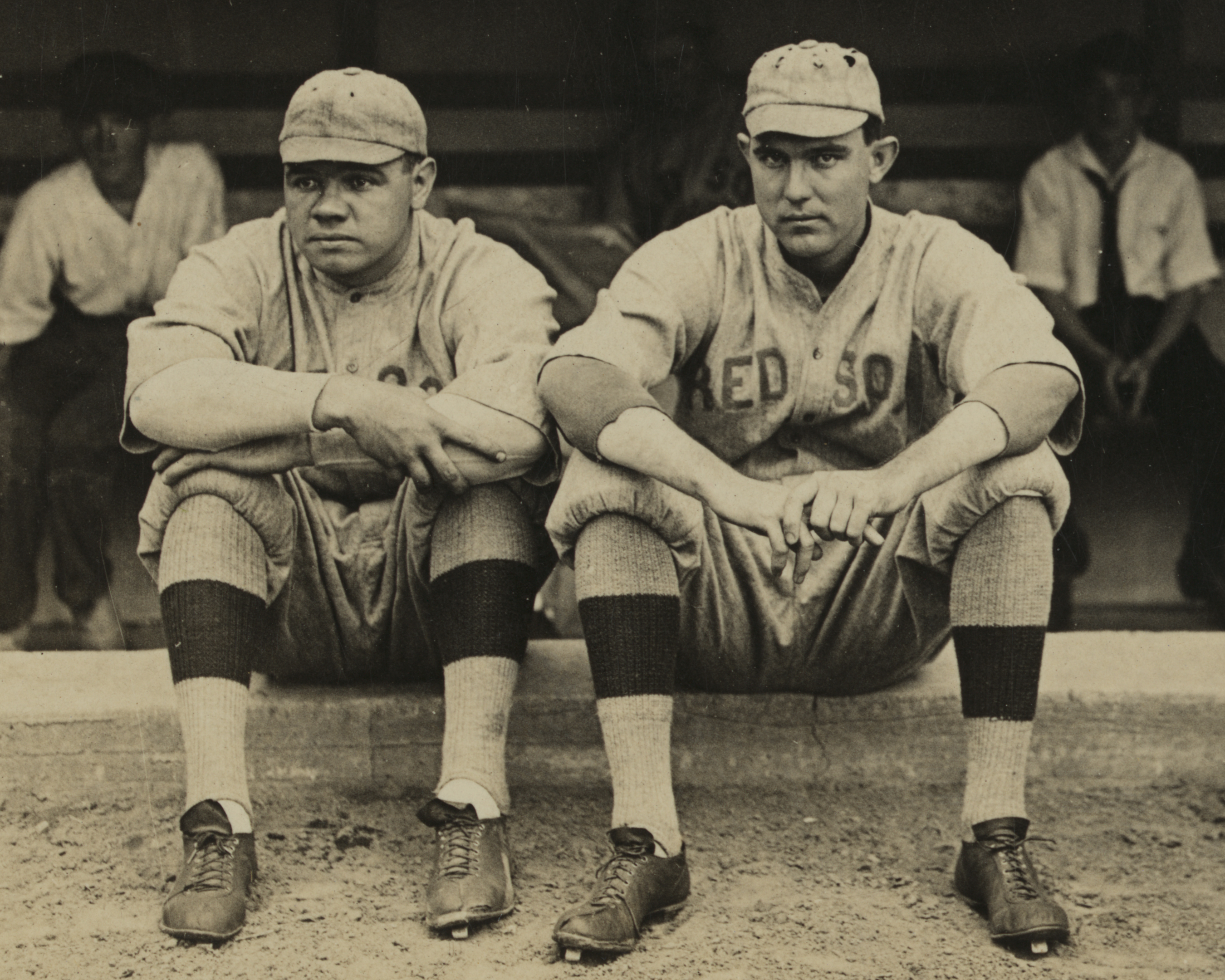
Babe Ruth och Ernie Shore.
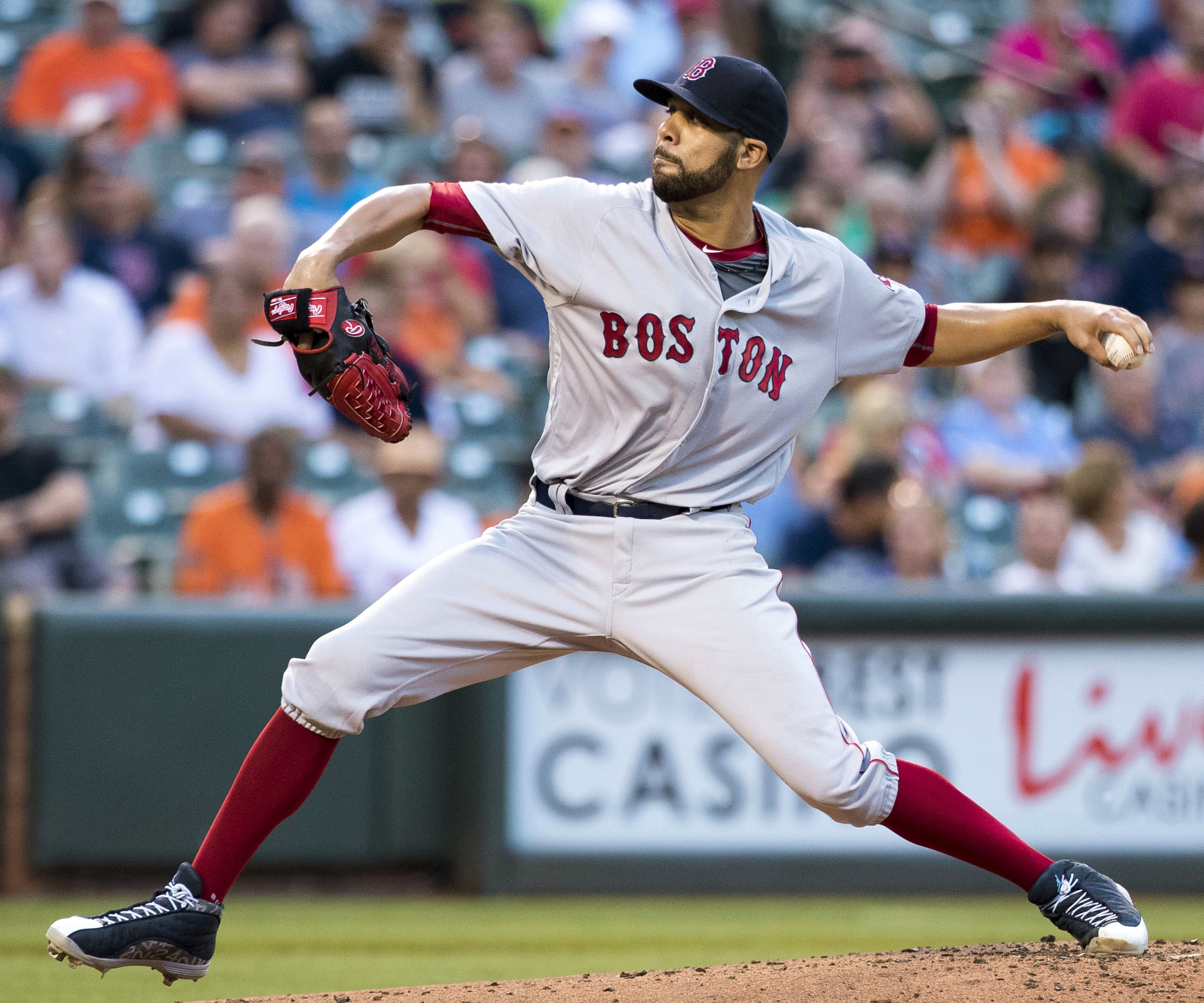
David Price.